# Tranvia Vercelli-Trino
La tranvia Vercelli-Trino era una linea tranviaria interurbana che collegò le città di Vercelli e Trino dal 1878 al 1949.

## Storia
Sin dal 1868 furono presentate proposte per un collegamento tranviario tra Vercelli e Trino, ma solo nel 1872 fu istituito da parte dei comuni interessati un comitato per l'attuazione della linea. Nel 1873 l'ingegnere Peyron, incaricato dal comitato, presentò uno studio per una linea che collegasse il vercellese con Trino e il Monferrato attraversando il Po e congiungendosi con la ferrovia Asti-Casale. L'attività del comitato si interruppe nel 1874, a causa dello svincolo dagli impegni presi da parte del Comune di Trino, che preferì sostenere la costruzione della ferrovia Chivasso-Casale Monferrato.
Si riprese a parlare della tranvia nel 1877, quando la Provincia di Novara stipulò con la società inglese Joy & C. una convenzione per la costruzione di una tranvia a vapore tra Trino, Vercelli e Gattinara. L'anno successivo alla società britannica si unì il cavalier Ercole Belloli, che nel 1877 aveva costruito e inaugurato la tranvia Cuneo-Borgo San Dalmazzo: con l'arrivo di Belloli si iniziò la costruzione delle linee Vercelli-Trino e Vercelli-Gattinara. La linea fu inaugurata il 15 dicembre 1878. Il primo orario prevedeva quattro coppie di corse giornaliere, con tempi di percorrenza compresi tra un'ora e un'ora e un quarto.

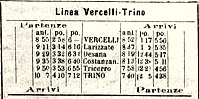
Orario del 1888

Con atto notarile del 26 febbraio 1879 fu costituita da parte di Belloli la Società Anonima dei Tramways Vercellesi (poi Società Anonima Tramvie Vercellesi, SATV) per costruire e gestire le linee concesse dalla Provincia di Novara alla Joy & C; tale società fu autorizzata come società per azioni con regio decreto del successivo 12 settembre.
Durante la prima guerra mondiale il pacchetto azionario di maggioranza della SATV passò nelle mani di alcuni industriali biellesi, che potenziarono il servizio: gli anni tra il 1915 e il 1925 furono quelli di maggior traffico per la linea e per l'intera rete delle tranvie SATV. Il traffico merci era prevalentemente costituito da cereali, lane e materiali da costruzione.
Nel 1926 il pacchetto azionario della SATV fu rilevato dalle Ferrovie Elettriche Biellesi (FEB) al fine di integrare le due reti: fu quindi studiato un piano per la ricostruzione delle linee SATV in sede propria con elettrificazione e cambio dello scartamento, adottando quello ridotto (950 mm). Contrasti con gli enti locali, in particolare con il podestà di Vercelli, che richiedevano il mantenimento dello scartamento ordinario, portarono all'annullamento parziale del piano, del quale fu attuato unicamente l'elettrificazione della linea per Trino, unica della rete SATV a mantenere un buon livello di traffico: l'autorizzazione governativa per l'elettrificazione della linea fu concessa nel 1928. I lavori, affidati alla Società Elettrica Nazionale e alla Società Italiana Ernesto Breda per Costruzioni Meccaniche, iniziarono nella primavera del 1926 e terminarono entro l'anno. Nell'estate 1927 iniziarono le prove di funzionamento della linea, inaugurata il 15 dicembre. Con l'elettrificazione erano previste sei coppie di corse giornaliere, che percorrevano il tragitto da Vercelli a Trino in 45 minuti.
Il 4 dicembre 1943 la SATV fu assorbita dalla FEB, con effetto dal 1º gennaio 1943.
La chiusura delle altre linee tranviarie gravitanti attorno a Vercelli, avvenuta tra il 1933 e il 1934, portò ad un declino della tranvia, che non ebbe a subire danni durante il secondo conflitto mondiale.
Il servizio tranviario nel 1949 fu dapprima affiancato da corse automobilistiche e quindi soppresso il 1º maggio 1949.

## Caratteristiche
| Unused urban continuation backward |

| Unknown route-map component "uexBHF" |

| Unknown route-map component "uexHST" |

| Unknown route-map component "CONTgq" | Unknown route-map component "uxmKRZ" | Unknown route-map component "CONTfq" |

| Unknown route-map component "uexHST" |

| Unknown route-map component "uexHST" |

| Unknown route-map component "uexHST" |

| Unknown route-map component "uexHST" |

| Unknown route-map component "uexHST" |

| Unknown route-map component "uexHST" |

| Unknown route-map component "uexHST" |

| Unknown route-map component "uexHST" |

| Unknown route-map component "uexHST" |

| Unknown route-map component "uexKBHFe" |

| Unknown route-map component "CONTgq" | Station on transverse track | Unknown route-map component "CONTfq" |

La linea tranviaria era a binario singolo a scartamento ordinario di 1445 mm, quasi totalmente in sede promiscua tranne alcuni brevi tratti in sede propria. Si sviluppava per 17,9 km. Il raggio di curvatura era di 50 metri solo nell'ingresso delle stazioni di Vercelli e Trino mentre in linea saliva a valori elevati, la pendenza maggiore era del 15 per mille e si incontrava nel tratto tra Trino e Tricerro con poche decine di metri che raggiungevano il valore massimo del 29 per mille. I tram a vapore non potevano superare, per decreto, la velocità massima di 18 km/h. Fu poi elevata a 30 km/h con l'elettrificazione.

### Percorso
La tranvia partiva dalla stazione della SATV, situata nei pressi della stazione ferroviaria e della stazione delle tranvie della Società per le Ferrovie del Ticino (SFT) per Casale Monferrato e Biandrate-Fara. Parte della stazione tranviaria SATV fu demolita negli anni trenta a causa della costruzione di un cavalcavia ferroviario: fu sostituita da una nuova stazione, sempre situata in piazza Roma.
Uscita da Vercelli e attraversata la ferrovia Vercelli-Casale-Valenza, la linea seguiva la strada statale 455 di Pontestura, e attraversando unicamente gli abitati di Desana e Tricerro prima di giungere a Trino. Le altre fermate erano in origine al bivio Larizzate ed al bivio Costanzana, in anni successivi vennero attivate numerose fermate a richiesta tra cui quella tra Tricerro e Trino presso la Fornace Moderna.

## Materiale rotabile
Il parco rotabile della SATV comprendeva nel 1928 dodici locomotive a vapore cabinate di tipo tranviario (di cui tre Krauss acquistate usate nel 1926 dalle Ferrovie Nord Milano ed utilizzate sulla tramvia Milano-Saronno e rivendute nel 1929 alle Tramvie di Cremona) di potenza compresa tra 100 e 250 CV e circa 150 tra carrozze a due assi di costruzione Grondona e carri merce; sulla linea per Trino, per via del suo profilo altimetrico più favorevole rispetto alle altre linee della SATV, erano impiegate le locomotive meno potenti.
Inizialmente sulla linea fece servizio una locomotiva di costruzione Baldwin dal nome "Vercelli" acquisita nel 1878 dalla Società Anonima del Tramway Milano-Gorgonzola-Vaprio, presto radiata poiché inidonea al servizio richiesto..
Con l'elettrificazione, il parco rotabili fu rinnovato: nel 1927 esso era composto da una locomotiva a vapore, mantenuta per espletare l'esiguo servizio merci,  tre elettromotrici a carrelli (simili a quelle in servizio sulla rete FEB) e quattro rimorchiate a carrelli.